# 鲸波站
鯨波站（日语：／ Kujiranami eki */?）是屬於東日本旅客鐵道（JR東日本）信越本線的鐵路車站，位於日本新潟縣柏崎市大字鯨波。

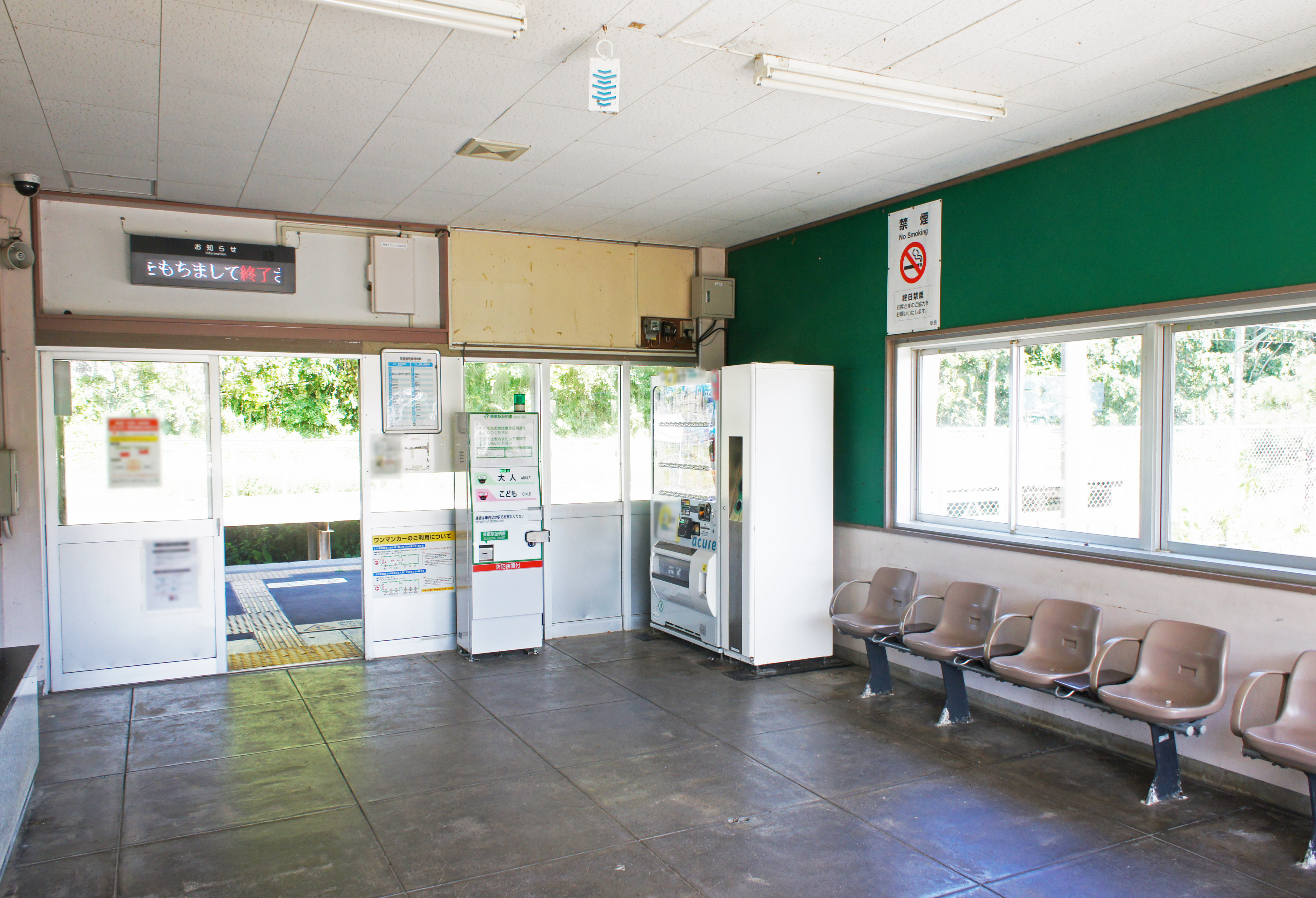
車站內部(2021年9月)

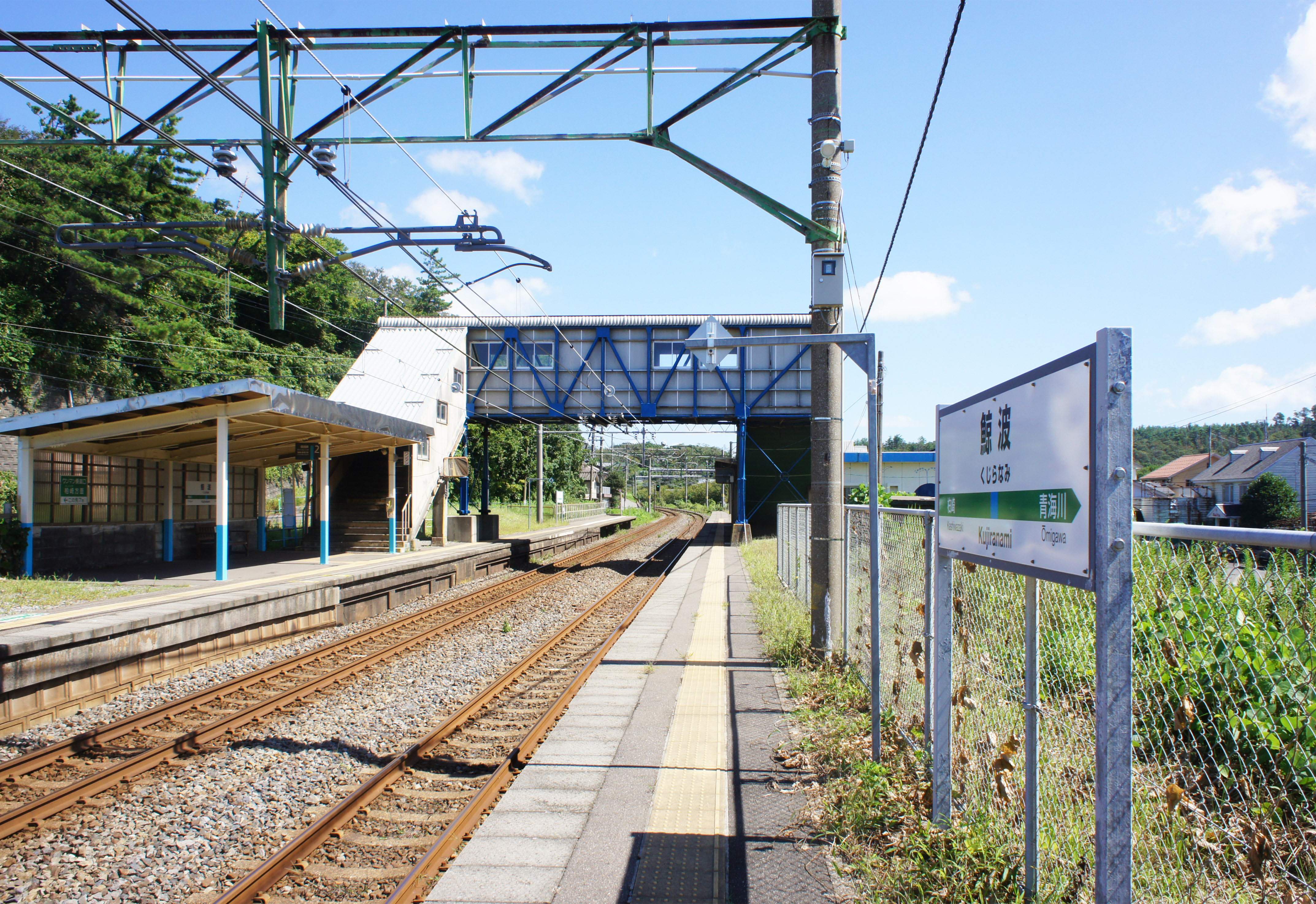
月台(2021年9月)

## 歷史
- 1904年（明治37年）4月1日：開業，为北越铁道的一个车站。
- 1907年（明治40年）8月1日：成为铁道省的一个车站。
- 1987年（昭和62年）4月1日：國鐵分割民營化，成為東日本旅客鐵道的一個車站。
- 2012年（平成24年）：設立名譽站長。

## 車站結構
本站為側式月台2面2線的地面車站，站內設有自動售票機和驗票閘門。

### 月台配置
| 月台 | 路線      | 方向 | 目的地     |
| ---- | --------- | ---- | ---------- |
| 南側 | ■信越本線 | 上行 | 直江津方向 |
| 北側 | ■信越本線 | 下行 | 长冈方向   |

## 车站周边
- 鲸波海水浴场
- 新潟縣道117號鯨波停車場線

## 相鄰車站
東日本旅客鐵道（JR東日本）
■信越本線
■普通
青海川－鲸波－柏崎